# Europa Star Programme
L'Europa Star Programme, conosciuto anche con il nome European Silver Programme oppure Eurostar Programme è una iniziativa di cooperazione tra alcune zecche europee dedicata all'emissione di monete a scopo collezionistico, iniziata nel 2004.

## Caratteristiche delle emissioni
Le monete hanno corso legale e sono costituite da metallo prezioso, perlopiù argento, atte a celebrare l'identità europea.
Ogni stato europeo può emettere delle monete da inserire nel Programma Europa legate al tema scelto per ogni anno; se emette più di una moneta, queste possono differire per il  valore facciale ma non per il disegno.
Le monete sono emesse nella valuta in vigore in quel momento nel paese emittente.

## Il marchio d'identificazione del Programma
La partecipazione al programma è segnalata da un marchio speciale (il logo del Programma Europa) apposto sulle monete. Il logo è una combinazione stilizzata tra una "E" (per l'Europa o il simbolo dell'euro) ed una stella (presente nella bandiera europea).
Le monete emesse devono mostrare il logo chiaramente e visibile ad occhio nudo ma non deve essere parte integrante del disegno della moneta.
Il logo è stato progettato dal finlandese Hannu Veijalanen e utilizzato per la prima volta su una moneta del valore di 5 euro, emessa dall'Austria nel 2004.
A partire dal 2016 le zecche che partecipano al programma hanno deciso di caratterizzare ancora di più le monete coniate appositamente per la partecipazione adottando una faccia comune caratterizzata da una struttura portante basata su una grande stella a cinque punte e tre cerchi concentrici. Nel cerchio più esterno viene inserito il tema dell'anno, nel cerchio centrale viene menzionato il nome del paese emittente mentre il cerchio centrale conterrà un simbolo diverso per ogni paese.

## La storia delle emissioni
Ogni anno le zecche coinvolte nel programma scelgono un tema comune.

### 2004
Il tema scelto è stato: Allargamento dell'Unione europea
| Paese       | Valore | Metallo | Soggetto                                              | Diametro (mm) | Peso (g) | Tiratura  | Note        |
| ----------- | ------ | ------- | ----------------------------------------------------- | ------------- | -------- | --------- | ----------- |
| Austria     | 5      | argento | Allargamento dell'Unione europea                      | 29,00         | 8,00     | 275.000   |             |
| Belgio      | 10     | argento | Allargamento dell'Unione europea                      | 33,00         | 18,75    | 50.000    |             |
| Belgio      | 100    | oro     | Allargamento dell'Unione europea                      | 29,00         | 15,55    | 5.000     |             |
| Francia     | 10     | oro     | Europa 2004                                           | 22,00         | 8,45     | 5.000     |             |
| Francia     | 20     | oro     | Europa 2004                                           | 31,00         | 17,00    | 3.000     |             |
| Francia     | 50     | oro     | Europa 2004                                           | 37,00         | 31,00    | 2.000     |             |
| Francia     | 100    | oro     | Europa 2004                                           | 50,00         | 155,55   | 99        |             |
| Francia     | 500    | oro     | Europa 2004                                           | 85,00         | 1000,00  | 200       |             |
| Francia     | 1/4    | argento | Europa 2004                                           | 30,00         | 13,00    | 20.000    |             |
| Francia     | 1 1/2  | argento | Europa 2004                                           | 37,00         | 22,20    | 40.000    |             |
| Germania    | 10     | argento | Allargamento dell'Unione europea                      | 32,50         | 18,00    | 2.100.000 |             |
| Irlanda     | 10     | argento | Presidenza europea e allargamento dell'Unione europea | 38,61         | 28,28    | 50.000    |             |
| Paesi Bassi | 5      | argento | Presidenza europea e allargamento dell'Unione europea | 29,00         | 11,90    | 55.000    |             |
| Paesi Bassi | 10     | oro     | Presidenza europea e allargamento dell'Unione europea | 22,50         | 6,72     | 6.000     |             |
| Portogallo  | 8      | argento | Allargamento dell'Unione europea                      | 36,00         | 21,00    | 300.000   | Ag 500/1000 |
| Portogallo  | 8      | argento | Allargamento dell'Unione europea                      | 36,00         | 31,10    | 35.000    | Ag 925/1000 |
| Spagna      | 200    | oro     | Allargamento dell'Unione europea                      | 30,00         | 13,50    | 5.000     |             |
| Spagna      | 10     | argento | Allargamento dell'Unione europea                      | 40,00         | 27,00    | 50.000    |             |

### 2005
Il tema scelto è stato: 60 anni di pace in Europa
| Paese       | Valore | Metallo | Soggetto                                      | Diametro (mm) | Peso (g) | Tiratura | Note        |
| ----------- | ------ | ------- | --------------------------------------------- | ------------- | -------- | -------- | ----------- |
| Austria     | 5      | argento | Inno europeo-Ludwig van Beethoven             | 28,50         | 8,00     | 275.000  |             |
| Belgio      | 10     | argento | 60º anniversario fine seconda guerra mondiale | 33,00         | 18,75    | 50.000   |             |
| Finlandia   | 10     | argento | 60 anni di pace in Europa                     | 38,60         | 27,40    | 55.000   |             |
| Francia     | 10     | oro     | 60º anniversario fine seconda guerra mondiale | 22,00         | 8,45     | 3.000    |             |
| Francia     | 100    | oro     | 60º anniversario fine seconda guerra mondiale | 50,00         | 155,50   | 99       |             |
| Francia     | 1 1/2  | argento | 60º anniversario fine seconda guerra mondiale | 37,00         | 22,20    | 50.000   |             |
| Italia      | 10     | argento | Pace e libertà in Europa                      | 34,00         | 22,00    | 22.000   |             |
| Paesi Bassi | 10     | oro     | 60 anni di pace in Europa                     | 22,50         | 6,72     | 6.000    |             |
| Paesi Bassi | 5      | argento | 60 anni di pace in Europa                     | 29,00         | 11,90    | 40.000   |             |
| Portogallo  | 8      | argento | 60º anniversario fine seconda guerra mondiale | 36,00         | 21,00    | 300.000  | Ag 500/1000 |
| Portogallo  | 8      | argento | 60º anniversario fine seconda guerra mondiale | 36,00         | 31,10    | 35.000   | Ag 925/1000 |
| Spagna      | 200    | oro     | Pace e libertà in Europa                      | 30,00         | 13,50    | 4.000    |             |
| Spagna      | 10     | argento | Pace e libertà in Europa                      | 40,00         | 27,00    | 40.000   |             |

### 2006
Il tema scelto è stato: Illustri personalità europee
| Paese       | Valore  | Metallo | Soggetto                | Diametro (mm) | Peso (g) | Tiratura | Note        |
| ----------- | ------- | ------- | ----------------------- | ------------- | -------- | -------- | ----------- |
| Austria     | 5 €     | argento | Wolfgang Amadeus Mozart | 28,50         | 8,00     | 375.000  |             |
| Belgio      | 50 €    | oro     | Giusto Lipsio           | 21,00         | 6,22     | 2.500    |             |
| Belgio      | 10 €    | argento | Giusto Lipsio           | 33,00         | 18,75    | 50.000   |             |
| Rep. Ceca   | 200 Kč  | argento | Jaroslav Ježek          | 31,00         | 13,00    | 31.500   |             |
| Finlandia   | 10 €    | argento | Johan Vilhelm Snellman  | 38,60         | 25,50    | 60.000   |             |
| Francia     | 10 €    | oro     | Robert Schuman          | 22,00         | 8,45     | 3.000    |             |
| Francia     | 50 €    | oro     | Robert Schuman          | 37,00         | 31,10    | 500      |             |
| Francia     | 1 1/2 € | argento | Robert Schuman          | 37,00         | 22,20    | 40.000   |             |
| Irlanda     | 20 €    | oro     | Samuel Beckett          | 13,92         | 1,24     | 20.000   |             |
| Irlanda     | 10 €    | argento | Samuel Beckett          | 38,61         | 28,28    | 35.000   |             |
| Italia      | 10 €    | argento | Leonardo da Vinci       | 34,00         | 22,00    | 25.000   |             |
| Malta       | 5 Lm    | argento | Themistocles Zammit     | 38,61         | 28,28    | 15.000   |             |
| Paesi Bassi | 10 €    | oro     | Rembrandt               | 22,50         | 6,72     | 8.500    |             |
| Paesi Bassi | 5 €     | argento | Rembrandt               | 29,00         | 11,90    | 690.000  |             |
| Portogallo  | 8 €     | argento | Enrico il Navigatore    | 36,00         | 21,00    | 100.000  | Ag 500/1000 |
| Portogallo  | 8 €     | argento | Enrico il Navigatore    | 36,00         | 31,10    | 21.000   | Ag 925/1000 |
| Slovacchia  | 200 Sk  | argento | Karol Kuzmány           | 34,00         | 18,00    | 19.500   |             |
| Spagna      | 200 €   | oro     | Carlo V d'Asburgo       | 30,00         | 13,50    | 3.500    |             |
| Spagna      | 10 €    | argento | Carlo V d'Asburgo       | 40,00         | 27,00    | 35.000   |             |
| Ungheria    | 5000 Ft | argento | Béla Bartók             | 38,61         | 31,46    | 25.000   |             |

### 2007
Il tema scelto è stato: Avvenimenti europei
| Paese      | Valore  | Metallo | Soggetto                           | Diametro (mm) | Peso (g) | Tiratura  | Note        |
| ---------- | ------- | ------- | ---------------------------------- | ------------- | -------- | --------- | ----------- |
| Austria    | 5 €     | argento | Riforma del diritto di voto (1907) | 28,5          | 8        | 150.000   |             |
| Belgio     | 10 €    | argento | Trattato di Roma                   | 33,00         | 18,75    | 15.186    |             |
| Belgio     | 50 €    | oro     | Trattato di Roma                   | 21,00         | 6,22     | 2.506     |             |
| Finlandia  | 10 €    | argento | Adolf Erik Nordenskiöld            | 38,6          | 25,5     | 40.000    |             |
| Francia    | 10 €    | oro     | Sébastien Le Prestre de Vauban     | 22            | 8,45     | 3.000     |             |
| Francia    | 20 €    | argento | Sébastien Le Prestre de Vauban     | 50            | 155,5    | 500       |             |
| Francia    | 1 1/2 € | argento | Sébastien Le Prestre de Vauban     | 37            | 22,2     | 30.000    |             |
| Francia    | 1/4 €   | argento | Sébastien Le Prestre de Vauban     | 30            | 13       | 5.000     |             |
| Irlanda    | 20 €    | oro     | Cultura celtica                    | 13,92         | 1,24     | 20.000    |             |
| Irlanda    | 10 €    | argento | Cultura celtica                    | 38,61         | 28,28    | 30.000    |             |
| Italia     | 10 €    | argento | Trattato di Roma                   | 32,00         | 22,00    | 22.000    | [ 6 ]       |
| Italia     | 20 €    | oro     | Trattato di Roma                   | 21,00         | 6,451    | 4.000     | [ 7 ]       |
| Malta      | 5 Lm    | argento | Jean de la Valette                 | 38,61         | 28,28    | 15.000    |             |
| Malta      | 25 Lm   | oro     | Jean de la Valette                 | 21,00         | 6,50     | 2.000     |             |
| Portogallo | 8 €     | argento | Bartolomeu de Gusmão               | 36            | 21       | 70.000    | Ag 500/1000 |
| Portogallo | 8 €     | argento | Bartolomeu de Gusmão               | 36            | 31,10    | 25.000    | Ag 925/1000 |
| Spagna     | 200 €   | oro     | Trattato di Roma                   | 30            | 13,5     | 3.500     |             |
| Spagna     | 12 €    | argento | Trattato di Roma                   | 33            | 18       | 1.002.500 |             |
| Spagna     | 10 €    | argento | Trattato di Roma                   | 40            | 27       | 30.000    |             |
| Ungheria   | 5000 Ft | argento | Lajos Batthyány                    | 38,61         | 31,46    | 20.000    |             |

### 2008
Il tema scelto è stato: Patrimonio culturale
| Paese       | Valore  | Metallo       | Soggetto                                                          | Diametro (mm) | Peso (g) | Tiratura | Note  |
| ----------- | ------- | ------------- | ----------------------------------------------------------------- | ------------- | -------- | -------- | ----- |
| Austria     | 5 €     | argento       | Centenario della nascita di Herbert von Karajan                   | 28,5          | 8        | 150.000  |       |
| Belgio      | 50 €    | oro           | 100º anniversario de "L'uccellino azzurro" di Maurice Maeterlinck | 21,00         | 6,22     | 2.506    |       |
| Belgio      | 10 €    | argento       | 100º anniversario de "L'uccellino azzurro" di Maurice Maeterlinck | 33,00         | 18,75    | 18.349   |       |
| Finlandia   | 10 €    | argento       | 90º anniversario della bandiera finlandese                        | 38,6          | 25,5     | 31.000   |       |
| Francia     | 10 €    | oro           | 50º anniversario del Parlamento europeo                           | 22            | 8,45     | 3.000    |       |
| Francia     | 1 1/2 € | argento       | 50º anniversario del Parlamento europeo                           | 37            | 22,2     | 30.000   |       |
| Irlanda     | 20 €    | oro           | Sito UNESCO del Monastero medioevale di Skellig Michael           | 13,92         | 1,24     | 15.000   |       |
| Irlanda     | 10 €    | argento       | Sito UNESCO del Monastero medioevale di Skellig Michael           | 38,61         | 28,28    | 30.000   |       |
| Italia      | 20 €    | oro           | 5º centenario della nascita di Andrea Palladio                    | 21,00         | 6,451    | 4.800    | [ 8 ] |
| Italia      | 10 €    | argento       | 5º centenario della nascita di Andrea Palladio                    | 32,00         | 22,00    | 21.000   | [ 9 ] |
| Lettonia    | 1 Ls    | argento       | Festival della canzone                                            | 38,61         | 31,47    | 10.000   |       |
| Lettonia    | 1 Ls    | rame-nikel    | Festival della canzone                                            | 30            | 12,4     | 30.000   |       |
| Lituania    | 50 Lt   | argento       | Le croci                                                          | 38,61         | 28,28    | 10.000   |       |
| Malta       | 50 €    | oro           | Auberge de Castille                                               | 21,00         | 6,50     | 3.000    |       |
| Malta       | 10 €    | argento       | Auberge de Castille                                               | 38,61         | 28,28    | 18.000   |       |
| Paesi Bassi | 10 €    | oro           | Architettura olandese                                             | 22,5          | 6,72     | 8.000    |       |
| Paesi Bassi | 5 €     | argento (FDC) | Architettura olandese                                             | 29            | 11,9     | 350.000  |       |
| Paesi Bassi | 5 €     | argento (FS)  | Architettura olandese                                             | 33            | 15,5     | 24.505   |       |
| Portogallo  | 2,50 €  | rame-nikel    | Patrimonio culturale: il Fado                                     | 28            | 10       | 150.000  |       |
| Portogallo  | 2,50 €  | argento       | Patrimonio culturale: il Fado                                     | 28            | 12       | 20.000   |       |
| Romania     | 10 RON  | argento       | 150º anniversario dell'emissione dei primi francobolli            | 37            | 31,10    | 1.000    |       |
| Slovacchia  | 1000 Sk | argento       | Addio alla Corona slovacca                                        | 50            | 62,21    | 22.000   |       |
| Spagna      | 200 €   | oro           | Statua di Alfonso X, il Saggio                                    | 30            | 13,5     | 3.500    |       |
| Spagna      | 10 €    | argento       | Statua di Alfonso X, il Saggio                                    | 40            | 27       | 20.000   |       |
| Ungheria    | 5000 Ft | argento       | Regione vitivinicola del Tokaj                                    | 38,61         | 31,46    | 20.000   |       |

### 2009
Il tema scelto è stato: Patrimonio europeo
| Paese      | Valore  | Metallo    | Soggetto                                                          | Diametro (mm) | Peso (g) | Tiratura | Note        |
| ---------- | ------- | ---------- | ----------------------------------------------------------------- | ------------- | -------- | -------- | ----------- |
| Austria    | 5 €     | argento    | 200º anniversario della morte di Joseph Haydn                     | 28,5          | 8        | 450.000  |             |
| Belgio     | 50 €    | oro        | 500º anniversario dell'Elogio della follia di Erasmo da Rotterdam | 21,00         | 6,22     | 3.006    |             |
| Belgio     | 10 €    | argento    | 500º anniversario dell'Elogio della follia di Erasmo da Rotterdam | 33,00         | 18,75    | 18.349   |             |
| Rep. Ceca  | 200 Kč  | argento    | 400º anniversario della prima legge di Keplero                    | 31,00         | 13       | 31.400   |             |
| Finlandia  | 10 €    | argento    | 200º anniversario della nascita di Fredrik Pacius                 | 38,6          | 27,4     | 35.000   |             |
| Francia    | 50 €    | oro        | 40º anniversario del primo volo del Concorde                      | 22            | 8,45     | 3.000    | Au 920/1000 |
| Francia    | 10 €    | argento    | 40º anniversario del primo volo del Concorde                      | 37            | 22,2     | 30.000   | Ag 900/1000 |
| Francia    | 50 €    | argento    | 40º anniversario del primo volo del Concorde                      | 50            | 163,8    | 1.000    | Ag 950/1000 |
| Francia    | 500 €   | oro        | 40º anniversario del primo volo del Concorde                      | 50            | 155,5    | 99       | Au 999/1000 |
| Francia    | 1000 €  | oro        | 40º anniversario del primo volo del Concorde                      | 65            | 311      | 20       | Au 999/1000 |
| Irlanda    | 20 €    | oro        | 80º anniversario della banconota Ploughman                        | 13,92         | 1,24     | 10.000   |             |
| Irlanda    | 10 €    | argento    | 80º anniversario della banconota Ploughman                        | 38,61         | 28,28    | 30.000   |             |
| Italia     | 20 €    | oro        | 100º anniversario del premio Nobel a Guglielmo Marconi            | 21,00         | 6,451    | 5.000    | [ 10 ]      |
| Italia     | 10 €    | argento    | 100º anniversario del premio Nobel a Guglielmo Marconi            | 34,00         | 22,00    | 18.000   | [ 11 ]      |
| Lettonia   | 1 Ls    | argento    | Albero di Natale                                                  | 38,61         | 31,47    | 10.000   |             |
| Lettonia   | 1 Ls    | rame-nikel | Albero di Natale                                                  | 30            | 12,4     | 30.000   |             |
| Malta      | 50 €    | oro        | Patrimonio culturale: "La Castellana"                             | 21,00         | 6,50     | 3.000    |             |
| Malta      | 10 €    | argento    | Patrimonio culturale: "La Castellana"                             | 38,61         | 28,28    | 15.000   |             |
| Portogallo | 2,50 €  | argento    | Lingua portoghese                                                 | 28            | 12       | 15.000   |             |
| Portogallo | 2,50 €  | rame-nikel | Lingua portoghese                                                 | 28            | 10       | 150.000  |             |
| Portogallo | 2,50 €  | oro        | Lingua portoghese                                                 | 28            | 15,55    | 2.500    |             |
| Spagna     | 200 €   | oro        | Filippo II di Spagna                                              | 30            | 13,5     | 3.500    |             |
| Spagna     | 10 €    | argento    | Filippo II di Spagna                                              | 40            | 27       | 18.000   |             |
| Ungheria   | 5000 Ft | argento    | 500º anniversario della nascita di Giovanni Calvino               | 38,61         | 31,46    | 12.000   |             |

### 2010
Il tema scelto è stato: Architettura europea
| Paese      | Valore | Metallo    | Soggetto                                       | Diametro (mm) | Peso (g) | Tiratura | Note   |
| ---------- | ------ | ---------- | ---------------------------------------------- | ------------- | -------- | -------- | ------ |
| Belgio     | 10 €   | argento    | 100 anni del Museo reale per l'Africa Centrale | 33            | 18,75    | 20.000   |        |
| Finlandia  | 10 €   | argento    | Eero Saarinen - Arco della porta               | 38,61         | 25,50    | 26.000   |        |
| Francia    | 10 €   | argento    | Centro Georges Pompidou                        | 37            | 22,20    | 30.000   |        |
| Italia     | 10 €   | argento    | Italia delle arti - Aquileia                   | 34            | 22       | 11.000   | [ 12 ] |
| Malta      | 50 €   | oro        | Auberge d'Italie                               | 21            | 6,5      | 3.000    |        |
| Malta      | 10 €   | argento    | Auberge d'Italie                               | 38,61         | 28,28    | 12.500   |        |
| Portogallo | 2,5 €  | rame-nikel | Praça do Comércio                              | 28            | 10       | 120.000  |        |
| Portogallo | 2,5 €  | argento    | Praça do Comércio                              | 28            | 12       | 15.000   |        |
| Portogallo | 2,5 €  | oro        | Praça do Comércio                              | 28            | 15,55    | 2.500    |        |
| Spagna     | 10 €   | argento    | Antoni Gaudí - Sagrada Família                 | 40            | 27       | 12.000   |        |
| Spagna     | 200 €  | oro        | Antoni Gaudí - Sagrada Família                 | 30            | 13,5     | 3.000    |        |

### 2011
Il tema scelto è stato: Esploratori europei
| Paese      | Valore | Metallo       | Soggetto                            | Diametro (mm) | Peso (g) | Tiratura | Note   |
| ---------- | ------ | ------------- | ----------------------------------- | ------------- | -------- | -------- | ------ |
| Austria    | 20 €   | argento       | Nikolaus Joseph von Jacquin         | 34            | 20       | 50.000   |        |
| Belgio     | 10 €   | argento       | Auguste Piccard                     | 33            | 18,75    | 15.000   |        |
| Belgio     | 50 €   | oro           | Auguste Piccard                     | 21            | 6,22     | 2.500    |        |
| Finlandia  | 10 €   | argento (FDC) | Pehr Kalm                           | 33            | 17       | 6.000    |        |
| Finlandia  | 10 €   | argento (FS)  | Pehr Kalm                           | 33            | 17       | 14.000   |        |
| Francia    | 10 €   | argento       | Jacques Cartier                     | 37            | 22,2     | 30.000   |        |
| Francia    | 50 €   | oro           | Jacques Cartier                     | 22            | 8,45     | 3.000    |        |
| Francia    | 200 €  | oro           | Jacques Cartier                     | 37            | 31,10    | 500      |        |
| Francia    | 500 €  | oro           | Jacques Cartier                     | 50            | 155,5    | 99       |        |
| Francia    | 1000 € | oro           | Jacques Cartier                     | 65            | 311      | 39       |        |
| Irlanda    | 10 €   | argento       | Brendan il Navigatore               | 38,61         | 28,28    | 15.000   |        |
| Italia     | 10 €   | argento       | Amerigo Vespucci                    | 34            | 22       | 7.000    | [ 13 ] |
| Malta      | 10 €   | argento       | Fenici a Malta                      | 38,61         | 28,28    | 10.000   |        |
| Malta      | 50 €   | oro           | Fenici a Malta                      | 21            | 6,5      | 2.000    |        |
| Portogallo | 2,5 €  | rame-nikel    | Hermenegildo Capelo e Roberto Ivens | 28            | 10       | 100.000  |        |
| Portogallo | 2,5 €  | argento       | Hermenegildo Capelo e Roberto Ivens | 28            | 12       | 9.000    |        |
| Portogallo | 2,5 €  | oro           | Hermenegildo Capelo e Roberto Ivens | 28            | 15,55    | 1.500    |        |
| San Marino | 5 €    | argento       | Antonio e Roberto Pazzaglia         | 32            | 18       | 10.000   |        |
| Spagna     | 10 €   | argento       | Francisco de Orellana               | 40            | 27       | 12.000   |        |
| Spagna     | 200 €  | oro           | Francisco de Orellana               | 30            | 13,5     | 3.000    |        |

### 2012
Il tema scelto è stato: Artisti europei
| Paese      | Valore  | Metallo       | Soggetto                | Diametro (mm) | Peso (g) | Tiratura | Note                |
| ---------- | ------- | ------------- | ----------------------- | ------------- | -------- | -------- | ------------------- |
| Austria    | 20 €    | argento       | Egon Schiele            | 34            | 20       | 50.000   |                     |
| Belgio     | 10 €    | argento       | Paul Delvaux            | 33            | 18,75    | 15.000   |                     |
| Belgio     | 50 €    | oro           | Paul Delvaux            | 21            | 6,22     | 1.500    |                     |
| Rep. Ceca  | 500 Kč  | argento (FDC) | Jiří Trnka              | 40            | 25       | 6.800    | Bordo zigrinato     |
| Rep. Ceca  | 500 Kč  | argento (FS)  | Jiří Trnka              | 40            | 25       | 12.100   | Bordo con lettering |
| Finlandia  | 10 €    | argento       | Henrik Wigström         | 33            | 17       | 15.000   |                     |
| Francia    | 10 €    | argento       | Yves Klein              | 37            | 22,2     | 30.000   |                     |
| Francia    | 50 €    | oro           | Yves Klein              | 22            | 8,45     | 1.000    |                     |
| Francia    | 500 €   | oro           | Yves Klein              | 50            | 155,50   | 99       |                     |
| Irlanda    | 10 €    | argento       | Jack Butler Yeats       | 38,61         | 28,28    | 12.000   |                     |
| Italia     | 10 €    | argento       | Michelangelo Buonarroti | 34            | 22       | 7.000    | [ 14 ]              |
| Lettonia   | 1 Ls    | argento       | Kārlis Zāle             | 35            | 22       | 7.000    |                     |
| Malta      | 10 €    | argento       | Antonio Sciortino       | 38,61         | 28,28    | 10.000   |                     |
| Malta      | 50 €    | oro           | Antonio Sciortino       | 21            | 6,5      | 2.000    |                     |
| Portogallo | 2,5 €   | rame-nikel    | José Malhoa             | 28            | 10       | 100.000  |                     |
| Portogallo | 2,5 €   | argento       | José Malhoa             | 28            | 12       | 10.000   |                     |
| Portogallo | 2,5 €   | oro           | José Malhoa             | 28            | 15,55    | 1.500    |                     |
| San Marino | 10 €    | argento       | Aligi Sassu             | 34            | 22       | 12.000   |                     |
| Slovacchia | 10 €    | argento (FDC) | Pavol di Levoča         | 34            | 18       | 7.400    |                     |
| Slovacchia | 10 €    | argento (FS)  | Pavol di Levoča         | 34            | 18       | 11.870   |                     |
| Spagna     | 10 €    | argento       | Juan Gris               | 40            | 27       | 12.000   |                     |
| Spagna     | 200 €   | oro           | Juan Gris               | 30            | 13,5     | 4.000    |                     |
| Ungheria   | 5000 Ft | argento       | József Reményi          | 38,61         | 31,46    | 6.000    |                     |

### 2013
Il tema scelto è stato: Scrittori europei
| Paese       | Valore  | Metallo               | Soggetto              | Diametro (mm) | Peso (g) | Tiratura | Note   |
| ----------- | ------- | --------------------- | --------------------- | ------------- | -------- | -------- | ------ |
| Austria     | 20 €    | argento               | Stefan Zweig          | 34            | 20       | 50.000   |        |
| Belgio      | 10 €    | argento               | Hugo Claus            | 33            | 18,75    | 10.000   |        |
| Belgio      | 50 €    | oro                   | Hugo Claus            | 21            | 6,22     | 1.000    |        |
| Finlandia   | 10 €    | argento               | Frans Eemil Sillanpää | 33            | 17       | 20.000   |        |
| Francia     | 10 €    | argento               | Gustave Flaubert      | 37            | 22,2     | 5.000    |        |
| Francia     | 50 €    | oro                   | Gustave Flaubert      | 22            | 8,45     | 200      |        |
| Irlanda     | 10 €    | argento               | James Joyce           | 38,61         | 28,28    | 10.000   |        |
| Italia      | 10 €    | argento               | Luigi Pirandello      | 34            | 22       | 7.000    | [ 15 ] |
| Malta       | 10 €    | argento               | Dun Karm Psaila       | 38,61         | 28,28    | 10.000   |        |
| Malta       | 50 €    | oro                   | Dun Karm Psaila       | 21            | 6,5      | 2.000    |        |
| Paesi Bassi | 5 €     | rame placcato argento | Gerrit Rietveld       | 29            | 10,5     | 250.000  |        |
| Paesi Bassi | 5 €     | argento               | Gerrit Rietveld       | 33            | 15,5     | 12.500   |        |
| Paesi Bassi | 10 €    | oro                   | Gerrit Rietveld       | 22,5          | 6,72     | 2.000    |        |
| Portogallo  | 2,5 €   | rame-nikel            | José Saramago         | 28            | 10       | 100.000  |        |
| Portogallo  | 2,5 €   | argento               | José Saramago         | 28            | 12       | 7.500    |        |
| Portogallo  | 2,5 €   | oro                   | José Saramago         | 28            | 15,55    | 2.500    |        |
| San Marino  | 10 €    | argento               | Niccolò Machiavelli   | 34            | 22       | 12.000   |        |
| Spagna      | 10 €    | argento               | Miguel de Cervantes   | 40            | 27       | 10.000   |        |
| Spagna      | 100 €   | oro                   | Miguel de Cervantes   | 23            | 6,75     | 5.000    |        |
| Ungheria    | 5000 Ft | argento               | Sándor Weöres         | 34            | 20       | 5.000    |        |

### 2014
Il tema scelto è stato: Compositori europei
| Paese      | Valore   | Metallo    | Soggetto                | Diametro (mm) | Peso (g) | Tiratura | Note   |
| ---------- | -------- | ---------- | ----------------------- | ------------- | -------- | -------- | ------ |
| Belgio     | 10 €     | argento    | Adolphe Sax             | 33            | 18,75    | 15.000   |        |
| Belgio     | 50 €     | oro        | Adolphe Sax             | 21            | 6,22     | 1.000    |        |
| Francia    | 10 €     | argento    | Jean-Philippe Rameau    | 37            | 22,20    | 5.000    |        |
| Francia    | 50 €     | oro        | Jean-Philippe Rameau    | 22            | 8,45     | 1.000    |        |
| Irlanda    | 10 €     | argento    | John McCormack          | 38,61         | 28,28    | 8.000    |        |
| Italia     | 10 €     | argento    | Gioachino Rossini       | 34,00         | 22,00    | 6500     | [ 16 ] |
| Malta      | 10 €     | argento    | Charles Camilleri       | 38,61         | 28,28    | 5.000    |        |
| Malta      | 50 €     | oro        | Charles Camilleri       | 21            | 6,5      | 1.500    |        |
| Portogallo | 2,5 €    | rame-nikel | Marcos António Portugal | 28            | 10       | 100.000  |        |
| Portogallo | 2,5 €    | argento    | Marcos António Portugal | 28            | 12       | 2.500    |        |
| Portogallo | 2,5 €    | oro        | Marcos António Portugal | 28            | 15,55    | 2.500    |        |
| Spagna     | 10 €     | argento    | Manuel de Falla         | 40            | 27       | 7.500    |        |
| Spagna     | 200 €    | oro        | Manuel de Falla         | 30            | 13,5     | 2.500    |        |
| Ungheria   | 2000 Ft  | rame-nikel | Béni Egressy            | 37            | 23,7     | 5.000    |        |
| Ungheria   | 10000 Ft | argento    | Béni Egressy            | 37            | 24       | 5.000    |        |

### 2015
Il tema scelto è stato: 70º Anniversario delle Nazioni Unite
| Paese      | Valore | Metallo    | Soggetto                  | Diametro (mm) | Peso (g) | Tiratura | Note   |
| ---------- | ------ | ---------- | ------------------------- | ------------- | -------- | -------- | ------ |
| Belgio     | 10 €   | argento    | 70 anni di pace in Europa | 33            | 18,75    | 10.000   |        |
| Belgio     | 20 €   | argento    | 70 anni di pace in Europa | 37            | 22,85    | 10.000   |        |
| Belgio     | 50 €   | oro        | 70 anni di pace in Europa | 21            | 6,22     | 920      |        |
| Finlandia  | 10 €   | argento    | 70 anni di pace in Europa | 33            | 17       | 10.000   |        |
| Francia    | 5 €    | oro        | 70 anni di pace in Europa | 11            | 0,50     | 4.500    |        |
| Francia    | 10 €   | argento    | 70 anni di pace in Europa | 37            | 22,2     | 10.000   |        |
| Francia    | 50 €   | oro        | 70 anni di pace in Europa | 22            | 8,45     | 1.000    |        |
| Francia    | 200 €  | oro        | 70 anni di pace in Europa | 37            | 31,10    | 500      |        |
| Irlanda    | 10 €   | argento    | 70 anni di pace in Europa | 38,61         | 28,28    | 8.000    |        |
| Italia     | 10 €   | argento    | 70 anni di pace in Europa | 34            | 22       | 6.000    | [ 17 ] |
| Portogallo | 2,5 €  | rame-nikel | 70 anni di pace in Europa | 28            | 10       | 100.000  |        |
| Portogallo | 2,5 €  | argento    | 70 anni di pace in Europa | 28            | 12       | 7.500    |        |
| Portogallo | 2,5 €  | oro        | 70 anni di pace in Europa | 28            | 15,55    | 2.500    |        |
| Spagna     | 10 €   | argento    | 70 anni di pace in Europa | 40            | 27       | 7.500    |        |
| Spagna     | 200 €  | oro        | 70 anni di pace in Europa | 30            | 13,5     | 2.500    |        |

### 2016
Il tema scelto è stato: Personaggi del XX secolo
| Paese      | Valore | Metallo    | Soggetto           | Diametro (mm) | Peso (g) | Tiratura | Note                    |
| ---------- | ------ | ---------- | ------------------ | ------------- | -------- | -------- | ----------------------- |
| Finlandia  | 10 €   | argento    | Alvar Aalto        | 33            | 17       | 10.000   |                         |
| Francia    | 10 €   | argento    | Yves Saint Laurent | 37            | 22,2     | 10.000   |                         |
| Irlanda    | 10 €   | argento    | Eileen Gray        | 38,61         | 28,28    | 6.000    |                         |
| Italia     | 10 €   | argento    | Enzo Ferrari       | 34            | 22       | 8.000    | [ 18 ]                  |
| Malta      | 10 €   | argento    | Antonio Sciortino  | 38,61         | 28,28    | 3.000    |                         |
| Malta      | 50 €   | oro        | Antonio Sciortino  | 21            | 6,5      | 1.000    |                         |
| Portogallo | 5 €    | rame-nikel | Almada Negreiros   | 30            | 12       | 100.000  |                         |
| Portogallo | 5 €    | argento    | Almada Negreiros   | 30            | 14       | 7.500    |                         |
| Portogallo | 5 €    | oro        | Almada Negreiros   | 30            | 15,55    | 2.500    |                         |
| Spagna     | 10 €   | argento    | Salvador Dalí      | 40            | 27       | 7.500    | selettivamente colorata |
| Spagna     | 200 €  | oro        | Salvador Dalí      | 30            | 13,50    | 2.500    | selettivamente colorata |

### 2017
Il tema scelto è stato: Architettura del ferro e del vetro
| Paese      | Valore | Metallo    | Soggetto                               | Diametro (mm) | Peso (g) | Tiratura | Note                    |
| ---------- | ------ | ---------- | -------------------------------------- | ------------- | -------- | -------- | ----------------------- |
| Belgio     | 10 €   | argento    | Stazione di Anversa Centrale           | 33            | 18,75    | 7.000    |                         |
| Belgio     | 50 €   | oro        | Stazione di Anversa Centrale           | 21            | 6,22     | 750      |                         |
| Finlandia  | 10 €   | argento    | Padiglione finlandese                  | 33            | 17       | 10.000   |                         |
| Francia    | 5 €    | oro        | Torre Eiffel                           | 11            | 0,50     | 5.000    |                         |
| Francia    | 10 €   | argento    | Torre Eiffel                           | 37            | 22,2     | 20.000   |                         |
| Francia    | 10 €   | argento    | Torre Eiffel                           | 37            | 22,2     | 20.000   | selettivamente colorata |
| Francia    | 50 €   | oro        | Torre Eiffel                           | 22            | 7,80     | 1.000    |                         |
| Francia    | 50 €   | argento    | Torre Eiffel                           | 50            | 163,8    | 500      | selettivamente colorata |
| Francia    | 200 €  | oro        | Torre Eiffel                           | 37            | 31,1     | 500      |                         |
| Francia    | 500 €  | oro        | Torre Eiffel                           | 50            | 155,5    | 99       |                         |
| Grecia     | 10 €   | argento    | Canale di Corinto                      | 38,61         | 31,10    | 5.000    | [ 19 ]                  |
| Irlanda    | 10 €   | argento    | Ha'penny Bridge                        | 38,61         | 28,28    | 4.000    |                         |
| Italia     | 10 €   | argento    | Galleria Vittorio Emanuele II a Milano | 34,00         | 22,00    | 5.000    | [ 20 ]                  |
| Malta      | 10 €   | argento    | Orti botanici Argotti                  | 38,61         | 28,28    | 3.000    |                         |
| Malta      | 50 €   | oro        | Orti botanici Argotti                  | 21            | 6,5      | 1.000    |                         |
| Portogallo | 5 €    | rame-nikel | Almada Negreiros                       | 30            | 12       | 60.000   |                         |
| Portogallo | 5 €    | argento    | Almada Negreiros                       | 30            | 14       | 7.500    |                         |
| Portogallo | 5 €    | oro        | Almada Negreiros                       | 30            | 15,55    | 2.500    |                         |
| Spagna     | 10 €   | argento    | Palazzo di Cristallo                   | 40            | 27       | 7.500    | selettivamente colorata |
| Spagna     | 200 €  | oro        | Palazzo di Cristallo                   | 30            | 13,5     | 2.500    |                         |

### 2018
Il tema scelto è stato: Barocco e Rococò
| Paese      | Valore | Metallo    | Soggetto            | Diametro (mm) | Peso (g) | Tiratura | Note                    |
| ---------- | ------ | ---------- | ------------------- | ------------- | -------- | -------- | ----------------------- |
| Belgio     | 10 €   | argento    | Pieter Paul Rubens  | 33            | 18,75    | 7.500    |                         |
| Belgio     | 50 €   | oro        | Pieter Paul Rubens  | 21            | 6,22     | 1.000    |                         |
| Finlandia  | 10 €   | argento    | Augustin Ehrensvärd | 33            | 17       | 8.000    |                         |
| Francia    | 5 €    | oro        | Voltaire            | 11            | 0,50     | 5.000    |                         |
| Francia    | 10 €   | argento    | Voltaire            | 37            | 22,2     | 10.000   |                         |
| Francia    | 50 €   | oro        | Voltaire            | 22            | 7,80     | 500      |                         |
| Francia    | 50 €   | argento    | Voltaire            | 50            | 163,8    | 500      | selettivamente dorata   |
| Francia    | 200 €  | oro        | Voltaire            | 37            | 31,1     | 500      |                         |
| Francia    | 500 €  | oro        | Voltaire            | 50            | 155,5    | 99       |                         |
| Grecia     | 10 €   | argento    | Adamantios Korais   | 38,61         | 31,10    | 5.000    |                         |
| Italia     | 10 €   | argento    | Il Barocco          | 34,00         | 22,00    | 4.000    |                         |
| Malta      | 10 €   | argento    | Giuseppe Mazzuoli   | 38,61         | 28,28    | 2.500    |                         |
| Malta      | 50 €   | oro        | Giuseppe Mazzuoli   | 21            | 6,5      | 500      |                         |
| Portogallo | 5 €    | rame-nikel | O Barroco           | 30            | 12       | 60.000   |                         |
| Portogallo | 5 €    | argento    | O Barroco           | 30            | 14       | 7.500    |                         |
| Portogallo | 5 €    | oro        | O Barroco           | 30            | 15,55    | 2.500    |                         |
| Spagna     | 10 €   | argento    | Infanta Margarita   | 40            | 27       | 7.500    | selettivamente colorata |
| Spagna     | 200 €  | oro        | Infanta Margarita   | 30            | 13,5     | 2.500    |                         |

### 2019
Il tema scelto è stato: Rinascimento
| Paese      | Valore | Metallo    | Soggetto                      | Diametro (mm) | Peso (g) | Tiratura | Note                    |
| ---------- | ------ | ---------- | ----------------------------- | ------------- | -------- | -------- | ----------------------- |
| Belgio     | 10 €   | argento    | Pieter Bruegel il Vecchio     | 33            | 18,75    | 5.000    |                         |
| Belgio     | 50 €   | oro        | Pieter Bruegel il Vecchio     | 21            | 6,22     | 1.000    |                         |
| Francia    | 10 €   | argento    | Leonardo da Vinci             | 37            | 22,2     | 5.000    |                         |
| Francia    | 50 €   | oro        | Leonardo da Vinci             | 22            | 7,80     | 500      |                         |
| Francia    | 50 €   | argento    | Leonardo da Vinci             | 50            | 163,8    | 250      |                         |
| Grecia     | 10 €   | argento    | El Greco                      | 38,61         | 31,10    | 5.000    |                         |
| Italia     | 20 €   | oro        | Tintoretto                    | 21            | 6,45     | 1.000    |                         |
| Malta      | 10 €   | argento    | Ordine di San Giovanni        | 38,61         | 28,28    | 2.500    |                         |
| Malta      | 50 €   | oro        | Ordine di San Giovanni        | 21            | 6,5      | 400      |                         |
| Portogallo | 5 €    | rame-nikel | La lossodromia di Pedro Nunes | 30            | 12       | 40.000   |                         |
| Portogallo | 5 €    | argento    | La lossodromia di Pedro Nunes | 30            | 14       | 5.000    |                         |
| Portogallo | 5 €    | oro        | La lossodromia di Pedro Nunes | 30            | 15,55    | 2.000    |                         |
| Spagna     | 10 €   | argento    | Juan de la Cosa               | 40            | 27       | 5.000    | selettivamente colorata |
| Spagna     | 200 €  | oro        | Juan de la Cosa               | 30            | 13,5     | 2.500    |                         |

### 2020
Il tema scelto è stato: Gotico
| Paese      | Valore | Metallo    | Soggetto                                       | Diametro (mm) | Peso (g) | Tiratura | Note                    |
| ---------- | ------ | ---------- | ---------------------------------------------- | ------------- | -------- | -------- | ----------------------- |
| Belgio     | 10 €   | argento    | Ritratto dei coniugi Arnolfini di Jan van Eyck | 33            | 18,75    | 5.000    |                         |
| Belgio     | 50 €   | oro        | Agnello mistico di Jan van Eyck                | 21            | 6,22     | 1.000    |                         |
| Francia    | 5 €    | oro        | Notre Dame de Paris                            | 11            | 0,50     | 2.000    |                         |
| Francia    | 10 €   | argento    | Notre Dame de Paris                            | 37            | 22,20    | 5.000    | selettivamente colorata |
| Francia    | 50 €   | oro        | Notre Dame de Paris                            | 22            | 7,80     | 500      |                         |
| Francia    | 200 €  | oro        | Notre Dame de Paris                            | 37            | 31,10    | 250      |                         |
| Grecia     | 10 €   | argento    | Alessio I Comneno                              | 38,61         | 31,10    | 3.000    |                         |
| Irlanda    | 10 €   | argento    | Cattedrale di Cristo                           | 38,61         | 28,28    | 2.000    |                         |
| Malta      | 10 €   | argento    | Graduale L'Isle Adam                           | 38,61         | 28,28    | 2.500    | selettivamente colorata |
| Malta      | 50 €   | oro        | Graduale L'Isle Adam                           | 21            | 6,5      | 400      | selettivamente colorata |
| Portogallo | 5 €    | rame-nikel | Gotico                                         | 30            | 12       | 20.000   |                         |
| Portogallo | 5 €    | argento    | Gotico                                         | 30            | 14       | 2.500    | selettivamente colorata |
| Portogallo | 5 €    | oro        | Gotico                                         | 30            | 15,55    | 1.500    |                         |
| Spagna     | 10 €   | argento    | Vetrata della Cattedrale di León               | 40            | 27       | 5.000    | selettivamente colorata |
| Spagna     | 200 €  | oro        | Vetrata della Cattedrale di León               | 30            | 13,5     | 2.500    |                         |